# 武豊町民会館
武豊町民会館（たけとよちょうみんかいかん）は、愛知県知多郡武豊町にある文化施設。
愛称は、町のイメージキャラクター「ゆめたろう」にちなんだ「ゆめたろうプラザ」。

## 概要
武豊町の文化・芸術の拠点として作られた施設で、2004年（平成16年）9月に開館。行政とNPO法人が協働で運営を行う、全国でも珍しい会館である。
主な施設にはコンサートや演劇などに使用できる「輝きホール」や小編成のクラシックコンサートに使用できる「響きホール」のほか、ギャラリーやスタジオなどがあり、2005年（平成17年）から2011年（平成23年）まで毎年開催されていた武豊アニメーションフィルムフェスティバル (TAFF) の会場としても利用されていた。
2004年（平成16年）12月には第36回中部建築賞の一般部門に入選している。
平成25年度地域創造大賞（総務大臣賞）を受賞する。

## 施設
- 輝きホール
  - 座席数 : 678席
- 響きホール
  - 通常座席数 : 100席（最大席数 200席）

- 練習室
- ギャラリー
- スタジオ
- ミーティングルーム3室
- 創作工房
- 情報工房
- 和室
- 情報ラウンジ
- 情報プラザ

## 交通アクセス
- 名鉄河和線「知多武豊駅」から徒歩約20分[5]。
- JR武豊線「武豊駅」から徒歩約25分[5]。
- 武豊町コミュニティバス「ゆめたろうプラザ」停下車すぐ。
- 知多半島道路「武豊IC」より車で約5分[5]。